# Gas Interconnection Poland-Lithuania

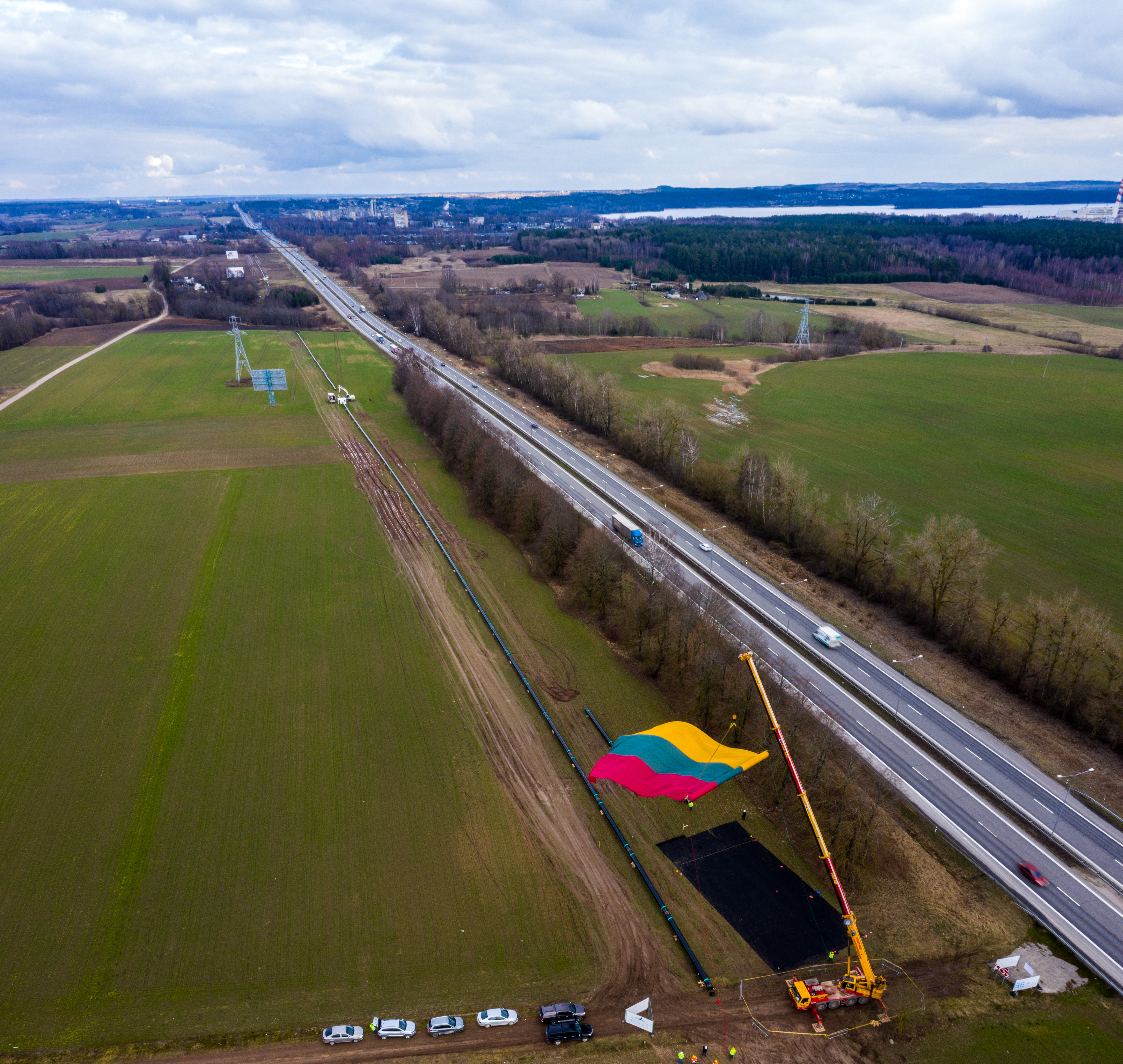
Bauarbeiten an der Pipeline, 2020

GIPL (Gas Interconnection Poland-Lithuania) ist eine 508 Kilometer lange Ferngasleitung, die Polen und Litauen verbindet. Gebaut wird die Pipeline von der litauischen AB Amber Grid und dem polnischen Unternehmen Gaz-System. Das Projekt schuf die Anbindung des baltischen Gasnetzes an die europäischen Netze an.
Die Leitung hat einen Durchmesser von 700 Millimeter und einen vorgesehenen Betriebsdruck von 8.4 MPa. Von den insgesamt 508 Kilometer Leitung verlaufen 343 km auf polnischen Gebiet und 165 Kilometer in Litauen. Auf polnischer Seite verläuft die Leitung von der Verdichterstation Hołowczyce im Powiat Łosicki über Gnaty-Soczewka bis Rudka-Skroda in nordwestlicher Richtung und dann in nordöstlicher Richtung weiter über Konopki im Powiat Grajewski und Kuków im Powiat Suwalski bis zur Grenze mit Lettland im Powiat Sejneński. Von dort weiter nach Jauniūnai.
Der Bau  sollte ursprünglich 2021 abgeschlossen sein. Man rechnet aber mit Verzögerungen. Die Kosten des Projekts werden auf 558 Millionen Euro geschätzt. In Zusammenhang mit der letzten, „goldenen Schweißnaht“ im Oktober 2021 wurde die Inbetriebnahme für das III. Quartal 2022 angekündigt. Im Februar 2022 wurde präzisiert, dass die Pipeline den eingeschränkten Betrieb ab Mai 2022 und den vollen Betrieb ab Oktober 2022 aufnehmen soll. Die Leitung wurde am 5. Mai 2022 in Betrieb genommen.